# Condado de Fayette (Tennessee)
El condado de Fayette (en inglés: Fayette County, Tennessee), fundado en 1824, es uno de los 95 condados del estado estadounidense de Tennessee. En el año 2000 tenía una población de 28.804 habitantes con una densidad poblacional de 16 personas por km². La sede del condado es Somerville.

## Geografía
Según la Oficina del Censo, el condado tiene un área total de 1829 km² (706,2 mi²), de la cual 1825 km² (704,6 mi²) es tierra y 4 km² (1,5 mi²) es agua.

### Condados adyacentes
- Condado de Haywood norte
- Condado de Hardeman este
- Condado de Benton sureste
- Condado de Marshall sur
- Condado de Shelby oeste
- Condado de Tipton noroeste

## Demografía
En el 2000 la renta per cápita promedia del condado era de $40,279, y el ingreso promedio para una familia era de $46,283. El ingreso per cápita para el condado era de $17,969. En 2000 los hombres tenían un ingreso per cápita de $33,603 contra $24,690 para las mujeres. Alrededor del 14.30% de la población estaba bajo el umbral de pobreza nacional.

## Lugares

### Ciudades y pueblos
- Braden
- Gallaway
- Grand Junction
- Hickory Withe
- La Grange
- Macón
- Moscow
- Oakland
- Piperton
- Rossville
- Somerville
- Williston